# اصطدام إهيمه مارو ويو إس إس غرينفيل

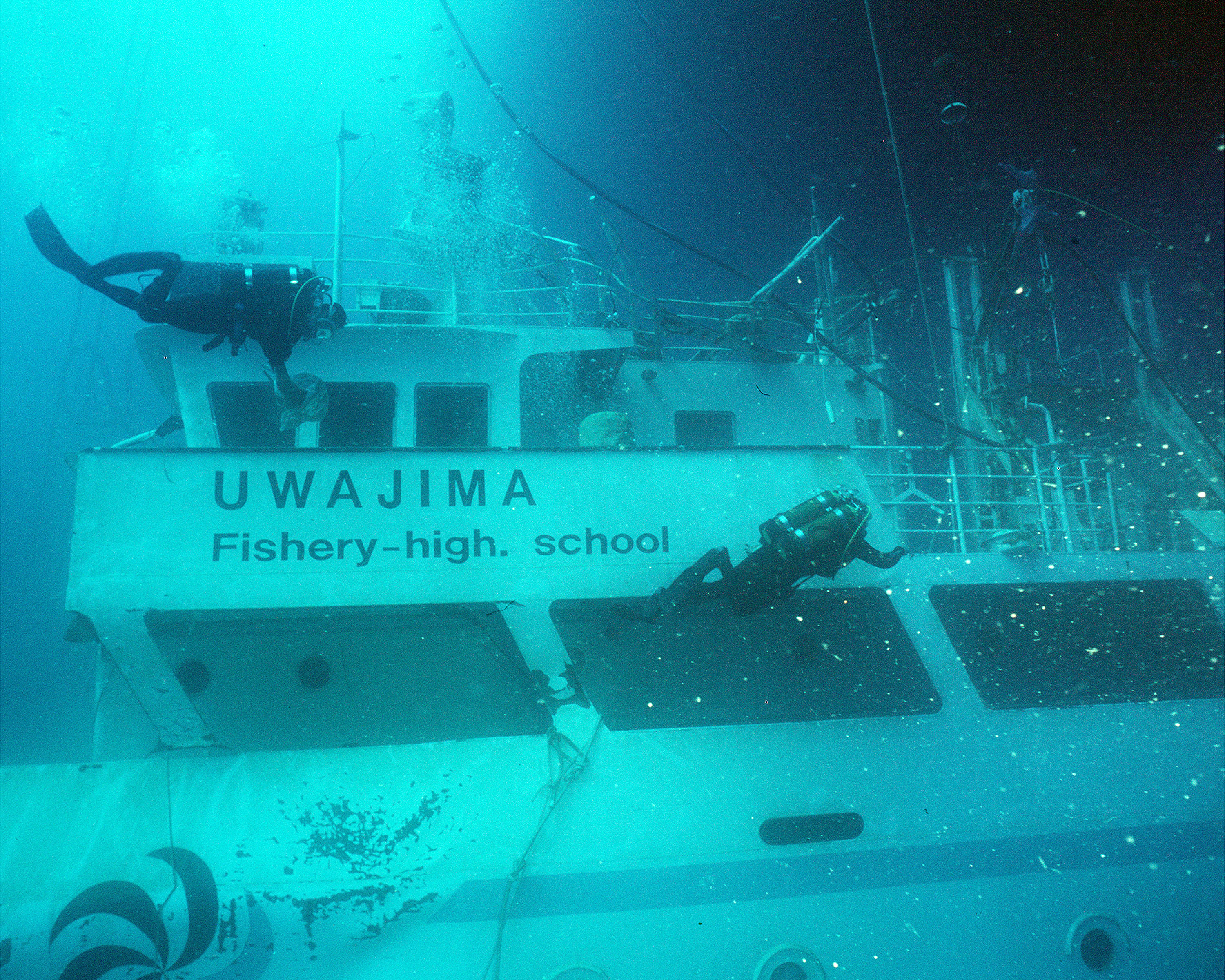

في 9 فبراير 2001 اصطدمت الغواصة يو إس إس غرينفيل (غواصة أمريكية من فئة لوس أنجلوس) بسفينة إهيمه مارو (باليابانية: えひめ丸، سفينة تدريب خاضعة لمدرسة ثانوية سَمَكية بمحافظة إهيمه اليابانية) على بعد نحو 9 أميال بحرية (17 كم) جنوب جزيرة أواهو بولاية هاواي. كانت الغواصة تستعرض لبعض زوارها المدنيين المميزين مناورة الطوارئ المدعوة «الطفو بنفخ الصابورة». وبينما هي تطفو، صدمت إهيمه مارو، فغرقت السفينة بعد 10 دقائق. كان على متن السفينة 35 إنسانًا، مات منهم تسعة: 4 طلابِ ثانوية، ومدرسان، و3 من طاقمها.
انزعج يابانيون كثيرون -منهم المسؤولون الحكوميون- من نبأ وجود مدنيين في مقصورة تحكم غرينفيل ساعة الحادثة. وأعرب بعضهم عن غضبه من اعتقاده أن الغواصة لم تحاول مساعدة ركاب إهيمه مارو الناجين، ومن أن قبطان الغواصة (المقدم سكوت واضل) لم يعتذر فورًا. عقدت البحرية مجلس تحقيق علنيًّا، ألقى اللوم على واضل وبعض أفراد طاقم غرينفيل، وأنزل به وبهم عقوبات غير قضائية أو إجراءات تأديبية إدارية. بعدما خضع المقدم واضل لمجلس التحقيق البحري، تَقرر أنه لا تَلزم محكمة عرفية كاملة، وأُجبر على التقاعد، وأُعفي إعفاء مشرِّفًا.
استجابت البحرية الأمريكية لمطالب عائلات الضحايا ومطالب الحكومة اليابانية، وانتشلت إهيمه مارو من قاع المحيط في أكتوبر 2001، ونقلتها إلى مياه ضحلة قرب أواهو، ثم حدد غواصون أمريكيون ويابانيون أماكن أشلاء 8 من الضحايا التسع، وانتشلوها من بين الحطام. بعدئذ أُعيدت السفينة إلى البحر وأُغرقت في أعماقه. عوضت البحرية الأمريكية كلًّا من: حكومة محافظة إهيمه، والناجين، وعائلات الضحايا. وفي ديسمبر 2002 سافر واضل إلى اليابان للاعتذار إلى الناجين وعائلات الضحايا.
بعد الحادثة تجددت مطالب يابانيين كثيرين بأن تبذل الولايات المتحدة جهدًا أكبر في تقليل الجرائم والحوادث التي يصيب فيها عسكريون أمريكيون مدنيين يابانيين. بعد الحادثة غيرت البحرية الأمريكية سياستها الخاصة بزيارات المدنيين لمراكبها.

## الحادثة

### مقدمة
في 10 يناير 2001 أبحرت سفينة صيد ترَولية يابانية اسمها إهيمه مارو -كانت تملكها حكومة محافظة إهيمه، وطولها 191 قدمًا (58 مترًا)، وحمولتها الإجمالية 741 م3- من مدرسة يواجيما الثانوية السمكية بمحافظة إهيمه. كان قائدها هيساو أُنيشي، وكانت متجهة إلى هاواي في رحلة مدتها 74 يومًا لتدريب طلاب الثانوية المهتمين بالاشتغال بالصيد، كان على متنها 35 إنسانًا: مدرِّسان، و13 طالبًا، وطاقم من 20 شخصًا. وتضمّن منهجها الدراسي: صيد التونة بالخيوط الطويلة، والملاحة، ودراسة المحركات البحرية، وعلم المحيطات. ورَسَت في ميناء هونولولو في 8 فبراير.
في 9 فبراير تهيأت غواصة غرينفيل (غواصة هجومية نووية أمريكية) لمغادرة بيرل هاربر بهاواي، لتنفيذ مهمة علاقات عامة ضمن برنامج «إركاب الزوار المتميزين» التابع للبحرية الأمريكية، وهو برنامج يأخذ مدنيين (أعضاء في الكونغرس وصحفيين وغيرهم من «صناع الرأي») في رحلات على متن غواصات نووية، لعرض قدراتها والحاجة إلى الإبقاء عليها في ترسانة الأسلحة. كانت غرينفيل قد شاركت عدة مرات في مهمات هذا البرنامج، وحملت مدنيين مشهورين، منهم تِپر غور وجيمس كاميرون. وفي مهمة الحادثة حملت 16 مدنيًّا مميزًا: 8 مديرين تنفيذيين، منهم 6 مع أزاوجهم، وكاتبًا رياضيًّا حرًّا مع زوجته. كان أولئك المديرون في هاواي لدعم جمع التبرعات لتجديد سفينة «ميزوري» الحربية. كانت عملية الإركاب هذه من تنسيق اللواء البحري المتقاعد ريتشارد ماكه. وكان برفقة المدنيين النقيب البحري روبرت براندهوبر، ورئيس أركان اللواء ألبرت كونتزني (قائد العنصر الغوّاصيّ في أسطول المحيط الهادئ التابع للولايات المتحدة، COMSUBPAC اختصارًا). كان قائد غرينفيل، سكوت واضل، يُعد حينئذ نجمًا صاعدًا في البحرية الأمريكية، وقد قاد الغواصة في عدة عمليات إركابية.